# Мазино (Свердловская область)
Мазино (Мазина) — упразднённая в апреле 1977 года деревня в Невьянском районеСвердловской области. Входила в состав Тарасковского сельсовета. Ныне входит в состав деревни Елани Новоуральского городского округа той же области.

## География
Мазино находится на берегах реки Мазинки — левом притоке Билимбаевки. В настоящее время Мазино является юго-восточной частью деревни Елани. На правом берегу Мазинки расположена Заречная улица, на левом — Зелёная.
До присоединения к Еланям Мазино было самым южным населённым пунктом Невьянского района.

## История
В XVIII—XIX веках жители приобретали работами при заводской домне, занимались доставкой на Билимбаевский, Верх-Исетский, Шайтанский и Уткинский заводы руды и угля. Летом работали в Верхотурском уезде Пермской губернии и в Оренбургской губернии на приисковых работах. Хлебопашеством, за неимением земли, занимались немногие; сеяли в «переменах».
Решением облисполкома № 238-б от 1 апреля 1977 года деревня Мазина(о) сливается с деревней Елани Тарасковского сельсовета на основании Решения Тарасовского сельсовета № 2 от 31.01.1975 года.

## Население
Численность населения деревни до слияния с Еланями по годам:
| 1904 | 1908 | 1926 |
| ---- | ---- | ---- |
| 310  | 175  | 187  |